# 小花马先蒿
小花马先蒿（学名：Pedicularis micrantha）是列当科马先蒿属的植物，为中国的特有植物。分布于中国大陆的云南等地，生长于海拔3,100米的地区，多生长于灌木林缘，目前尚未由人工引种栽培。